# Ten (gruppo musicale)
I Ten sono un gruppo hard rock inglese formatosi nel 1995. Il gruppo ha pubblicato 16 album in studio, 6 album compilation, 5 EP, un doppio album dal vivo, 10 video musicali e 4 lyric video, di cui l'ultimo è "The Tidal Wave", tratto dall'album in studio Something Wicked This Way Comes del 2023.

## Storia del gruppo
Formazione (1994-1996)
Dopo l'uscita dei suoi primi due album da solista di successo, il cantautore britannico Gary Hughes stava facendo i preparativi per iniziare a registrare quello che sarebbe stato il suo terzo album da solista. Non passò molto tempo prima che l'idea di un album su un disco solo fosse abbandonata poiché Hughes finì per aver scritto 28 canzoni, quindi si decise di dividerli in due album: uno contenente materiale più pesante e uno che contenesse le ballate. Inoltre, l'idea iniziale era di mixare l'album negli Stati Uniti, quindi molti chitarristi famosi sono stati considerati per la posizione di chitarrista, tra cui Doug Aldrich, Lanny Cordola e Ralph Santolla. Tuttavia, quando si decise di stabilire le parti di chitarra in Inghilterra, venne scelto il chitarrista Vinny Burns (Dare, Ultravox). Il nome era abbastanza familiare a Hughes, dal momento che entrambi si conoscevano da parecchi anni. Dato che Mike Stone è stato incaricato di mixare gli album, il progetto si è rapidamente evoluto in band, segnando così la prima incarnazione ufficiale dei Ten. Durante il primo anno di esistenza della band, un altro ex membro di Dare si unì al gruppo quando Greg Morgan fu chiamato a sostituire la posizione di batterista.
I primi anni (1996-2001)
Il primo album della band (chiamato X) è stato pubblicato nel maggio 1996 ed è stato acclamato calorosamente dai fan e dalla stampa soprattutto nel Regno Unito e in Giappone, dove stavano vendendo i più grandi gruppi rock, raggiungendo vendite di 100.000 dischi solo durante la prima settimana di uscita . Per supportare l'album per il prossimo tour, la band ha reclutato il bassista Martin "Shelley" Shelton (ex-Dare), il tastierista Ged Rylands (ex-KAGE) e il chitarrista John Halliwell (ex-KAGE). Con le canzoni già scritte, la band è tornata in studio per finire il loro secondo album. The Name of the Rose è uscito nel settembre dello stesso anno (1996) e ha avuto lo stesso successo per X, ottenendo alcune recensioni entusiaste dalla critica. La title track è stata anche votata "canzone dell’anno” dai lettori di BURRN! rivista Giapponese.Con il successo dei primi due album e la crescente popolarità della band, il primo tour in piena regola fu organizzato per la fine del 1996. Prima del tour, il bassista Martin "Shelley" Shelton lasciò la band e fu sostituito da Andrew "Drew "Webb. Dopo un tour di successo, i Ten (senza il bassista Andrew "Drew" Webb) tornarono in studio per registrare il loro prossimo album in studio. Il missaggio fu nuovamente affidati a Mike Stone e The Robe fu rilasciato nel settembre 1997. The Robe segnò un cambiamento nel suono generale dei Ten, che ora era una combinazione tra Melodic Rock / Hard Rock immediatamente riconoscibile nei due album precedenti e di atmosfere e influenze potenti/epiche. Con l'aggiunta del bassista Steve Mckenna, la band fece un lungo tour della durata di un anno, a sostegno del loro nuovo album, mentre nel 1998 l'etichetta giapponese ZERO Records e l'etichetta europea Frontiers Records pubblicarono un doppio album dal vivo chiamato Never Say Goodbye.
La popolarità dei Ten in Europa aumentò quando la band firmò con la major Mercury Records per l'uscita del loro quarto album in studio, Spellbound. L'album è stato pubblicato nell'aprile 1999, è stato prodotto da Rafe Mckenna ed è stato uno dei loro album di maggior successo in Europa. Spellbound è stato anche il primo album dei Ten per il quale il famoso artista fantasy Luis Royo ha disegnato la copertina.
Nel 1999, la band è tornata in studio per iniziare le registrazioni del loro prossimo album. Babylon, pubblicato nell'agosto 2000 e caratterizzato dal tastierista Don Airey, è un concept album ambientato nel futuro e basato sulla storia di un programmatore di computer e della sua tragica storia d'amore. Babylon, ancora una volta, si è rivelata un'altra uscita di successo per Ten e Gary Hughes, entrando persino nelle classifiche degli album rock tedeschi.
Subito dopo, la band tornò in studio per registrare l'album successivo a Babylon, intitolato Far Beyond the World. Le registrazioni si sono svolte ad Hannover, in Germania, con Tommy Newton dietro al mixer e l'ex tastierista degli Hard Rain Paul Hodson al posto di Don Airey. Nel dicembre 2001,i Ten hanno pubblicato Far Beyond the World; ma poco prima dell'inizio della promozione del nuovo album, il chitarrista Vinny Burns ha annunciato la sua uscita dalla band per differenze creative.
"Return To Evermore" e pausa (2002-2007)
La band ha tenuto audizioni per il nuovo chitarrista solista e nel gennaio 2002 ha annunciato Chris Francis come sostituto di Vinny Burns. Durante il 2002 e il 2003, la band si è presa una pausa poiché Gary Hughes e il resto della band avevano lavorato al progetto di opera rock in due parti di Hughes chiamato Once and Future King.
I Ten sono tornati di nuovo in prima linea con l'uscita di Return to Evermore nel 2004 inizialmente attraverso l'etichetta discografica di Gary Hughes Intensity Records, mentre nel 2005 la band ha annunciato che avrebbe pubblicato una raccolta Best Of su doppio disco, chiamata The Essential Collection 1995- 2005 per celebrare il decimo anniversario della band. The Essential Collection 1995-2005 conteneva versioni ri-registrate delle canzoni, divise in due dischi: uno contenente le ballate e uno con materiale più pesante.
Oltre a The Essential Collection, la band ha annunciato l'uscita di un nuovo album nel 2006 e così, nell'agosto dello stesso anno, la band ha pubblicato The Twilight Chronicles, che presentava un altro cambiamento nel suono della band, inclinandosi verso un suono più sinfonico. A quel punto, la band era composta da Hughes, Chris Francis, John Halliwell, Paul Hodson e il batterista di sessione Frank Basile, dal momento che il bassista Steve Mckenna aveva lasciato la band nel dicembre 2005. Nel 2007, i Ten hanno interrotto le attività, e nel maggio 2008 il chitarrista Chris Francis ha annunciato la sua uscita dalla band.
Ritorno e "Isla De Muerta" (2010-2015)
Dopo una pausa di quattro anni, la band è tornata con un nuovo album, il nono, all'inizio del 2011, intitolato Stormwarning. L'album comprendeva i membri Gary Hughes, John Halliwell, Paul Hodson e i musicisti di sessione Neil Fraser alla chitarra solista, Mark Sumner al basso e Mark Zonder (Fates Warning) alla batteria ed è stato prodotto da Dennis Ward. Un mese dopo, è stata pubblicata una canzone inedita delle sessioni di Babylon chiamata "Dawn Star", come parte del podcast AhORa Rock del sito musicale Rocktopia. Originariamente, "Dawn Star" doveva essere inclusa nell'album Babylon, ma è stata rimossa solo tre settimane prima della sua uscita finale. Nel gennaio 2011, è stato annunciato che la band avrebbe anche girato un video per il nuovo album, con Devin Dehaven come regista. "Endless Symphony" è stato il video con il budget più alto fino ad oggi per la band ed è stato rilasciato solo un mese dopo. Stormwarning è stato rilasciato nel febbraio 2011.
Nel settembre 2011, Paul Hodson ha annunciato la sua uscita dalla band tramite la pagina Facebook dei Ten. Il 5 novembre 2011, durante il loro concerto di beneficenza a Fleetwoodstock, la loro prima apparizione dal vivo dalla riformazione della band, hanno presentato dal vivo il nuovo chitarrista Dan Mitchell e il tastierista Darrel Treece- Birch, al fianco del bassista Steve Mckenna, che, dall'agosto dello stesso anno, era tornato nella band. Nel maggio 2012, la band ha intrapreso un tour nel Regno Unito, supportata dalle band Serpentine e White Widdow. La band, per la prima volta, ha partecipato al Firefest il 19 ottobre dello stesso anno insieme alle band Tyketto, Dante Fox e Lionville.[9]
Il decimo album in studio dei Ten, intitolato Heresy and Creed, è stato pubblicato il 26 settembre 2012 in Giappone, il 19 ottobre in Europa e il 22 ottobre in Nord America. Dall’album è stato estratto il singolo "Gunrunning", il cui videoclip è stato nuovamente diretto da Devin Dehaven. Il successo dell'album è culminato nel suo ingresso nelle classifiche degli album rock del Regno Unito alla 30sima posizione per ottobre 2012. Alcuni mesi dopo, nel marzo 2013, la band si è esibita per la prima volta ad Atene, mentre nell'agosto dello stesso anno, il giorno dopo la partecipazione della band al Vasby Rock Festival (in cui il chitarrista dei Serpentine, Chris Gould, ha sostituito Mitchell), la band ha annunciato che il chitarrista Dan Mitchell ha lasciato la band a causa di problemi di salute legati al polso e al braccio.
Poche settimane prima dell'uscita del loro undicesimo album in studio Albion, la band ha presentato la sua nuova formazione al Firefest 2014 - The Final Fling, con gli attuali due chitarristi solisti della band, Dann Rosingana e Steve Grocott. La band è apparsa per la seconda volta nella loro storia ad Atene, in Grecia, il 9 maggio 2015, prima di pubblicare il loro dodicesimo album in studio, intitolato Isla De Muerta il 20 maggio tramite Rocktopia Records. Circa un mese dopo, la band ha partecipato al Wildfire Festival in Scozia.
Nel settembre dello stesso anno, la band pubblicò anche il loro primo EP dopo 16 anni intitolato The Dragon And Saint George, che includeva tre brani inediti, insieme ad "Albion Born" e il brano in esclusiva europea "We Can Be As One", gli ultimi due originariamente presenti negli ultimi due album in studio della band Albion e Isla De Muerta.
Ritorno a Frontiers Records (2016-oggi)
Nel marzo 2016, la band ha annunciato il ritorno alla Frontiers Records, per un accordo multi-album, a partire dall'uscita del loro tredicesimo album in studio Gothica nel luglio 2017 e la ristampa dell'intero catalogo arretrato sia in formato fisico (cofanetto) e in formato digitale con il titolo Opera Omnia. Come per le ultime quattro uscite della band, il tredicesimo album della band, Gothica, è stato mixato e masterizzato da Dennis Ward. Nel novembre 2018, la band ha pubblicato il quattordicesimo album in studio intitolato Illuminati, mentre nell'aprile 2019 la band ha pubblicato il tanto atteso cofanetto della compilation intitolata Opera Omnia. Il cofanetto includeva tutti gli album pubblicati dalla band dal suo inizio nel 1995, fino a Illuminati. A dicembre 2021, la band ha annunciato che stanno lavorando a due nuovi album in studio, il primo intitolato ‘Here Be Monsters’ è uscito il 18 febbraio 2022, mentre il secondo ‘Something Wicked This Way Comes’ è uscito il 20 gennaio 2023.

## Formazione

### Formazione attuale
- Gary Hughes - voce
- Dann Rosingana - chitarra
- Steve Grocott - chitarra
- John Halliwell - chitarra
- Steve McKenna - basso
- Darrel Treece-Birch - tastiere
- Max Yates - batteria

### Ex componenti
- Vinny Burns - chitarra
- Chris Francis - chitarra
- Neil Fraser - chitarra
- Dan Mitchell - chitarra
- Martin "Shelley" Shelton - basso
- Andrew "Drew" Webb - basso
- Mark Sumner - basso
- Ged Rylands - tastiere
- Don Airey - tastiere
- Paul Hodson - tastiere
- Greg Morgan - batteria
- Lee Morris - batteria
- Frank Basile - batteria
- Mark Zonder - batteria

## Discografia

### Album in studio
- 1996 – X
- 1996 – The Name of the Rose
- 1997 – The Robe
- 1999 – Spellbound
- 2000 – Babylon
- 2001 – Far Beyond the World
- 2004 – Return to Evermore
- 2006 – The Twilight Chronicles
- 2011 – Stormwarning
- 2012 – Heresy and Creed
- 2014 – Albion
- 2015 – Isla de Muerta
- 2017 – Gothica
- 2018 – Illuminati
- 2022 – Here Be Monsters
- 2023 –  Something Wicked This Way Comes

### EP
- 1996 – The Name of the Rose
- 1997 – The Robe
- 1997 – You're in My Heart
- 1999 – Fear the Force
- 2015 – The Dragon And Saint George

### Live
- 1998 – Never Say Goodbye

### Raccolte
- 1999 – Ten/The Name of the Rose
- 1999 – The Robe/Bonus Collection
- 1999 – The Best of Ten 1996-1999
- 2005 – The Essential Collection 1995-2005
- 2016 – Battlefield – The Rocktopia Records Collection - Limited Release Double CD Collection
- 2019 – Opera Omnia